# Dassault Systèmes
Dassault Systèmes er en softwareudgiver, der er specialiseret i 3D-design, 3D digital mock-up og løsninger til styring af produktets livscyklus (PLM).
Dassault Systèmes, der blev oprettet i 1981 til edb-design af fly, er baseret på ideen om "virtualisering af verdenen" og har udvidet sin aktivitet inden for udvikling og markedsføring af professionel software til alle områder, både industrielle (luftfart og forsvar, ingeniørarbejde og byggeri, energi, forbrugsvarer osv.), der vedrører blandt andet arkitektur eller biovidenskab.
I 2015 var Dassault Systèmes den førende franske softwareudgiver med hensyn til omsætning og den anden i Europa efter det tyske SAP.
Virksomheden har hovedkontor i Vélizy-Villacoublay, i den nordlige del af Paris-Saclay teknologihub.